# Schlacht von Trincomalee
Pondicherry – Sadras – Providien – Negapatam – Trincomalee – Cuddalore I – Cuddalore II
Die Seeschlacht von Trincomalee (englisch: Battle of Trincomalee, französisch: Bataille de Trinquemalay) war die vierte von fünf weitgehend unentschiedenen Seeschlachten zwischen einer britischen Flotte unter Admiral Sir Edward Hughes und einer französischen Flotte unter Admiral Pierre André de Suffren vor der Ostküste Indiens und Sri Lankas während der Auseinandersetzungen zwischen Großbritannien und Frankreich im Rahmen des Amerikanischen Unabhängigkeitskrieges, in diesem Fall auch als Anglo-Französischer Krieg bezeichnet. Die Schlacht wurde am 3. September 1782 bei Trincomalee im Golf von Bengalen ausgetragen.

## Hintergrund

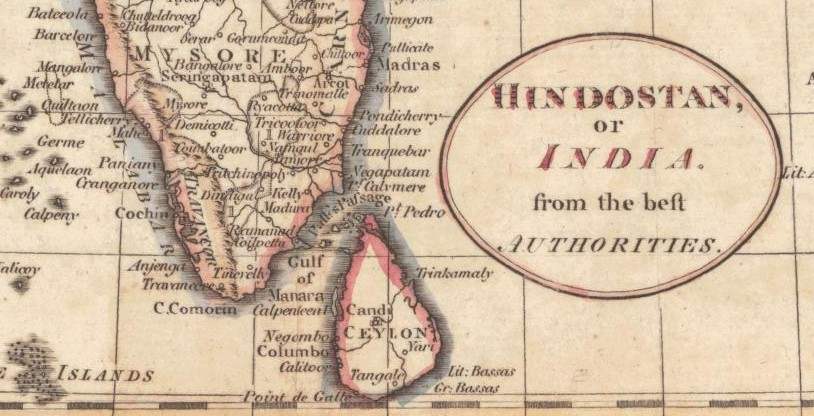
Karte von Südindien, 1794

Frankreich war 1778 in den Amerikanischen Revolutionskrieg eingetreten, und Großbritannien hatte der Niederländischen Republik Ende 1780 den Krieg erklärt, nachdem sich die Niederländer geweigert hatten, den Handel mit den Franzosen und Amerikanern einzustellen. Die Briten hatten rasch die Kontrolle über die meisten französischen und holländischen Außenposten in Indien erlangt, was darüber hinaus auch den Zweiten Mysore-Krieg auslöste.
Als Reaktion auf das britische Vorgehen wurde der französische Admiral Suffren zur militärischen Unterstützung der noch verbliebenen französischen Kolonien in Indien entsandt. Er traf im Februar 1782 ein und kämpfte zunächst gegen die britische Flotte von Edward Hughes in der ergebnislosen Schlacht bei Sadras. Nachdem beide Flotten einige Zeit für Versorgung und Reparaturen im Hafen verbracht hatten, trafen sie im April in der Schlacht von Providien, südlich des ceylonesischen Hafens Trincomalee, erneut aufeinander, die durch einen Sturm und die einbrechende Nacht beendet wurde. Hughes lief in der Folge in Trincomalee, einem ehemals holländischen Hafen, den die Briten im Januar erobert hatten, zu Reparaturzwecken ein, während Suffren den von den Holländern kontrollierten Hafen von Batticaloa ansteuerte.
Suffren und Hughes trafen dann ein drittes Mal wieder mit ergebnislosem Ausgang vor Negapatam zusammen, woraufhin Suffren vor Cuddalore ankerte, um Reparaturen durchzuführen.
Aufgrund der exponierten Lage des Ankerplatzes in Cuddalore und der bevorstehenden Ankunft weiterer britischer Einheiten beschloss Suffren, die Einnahme von Trincomalee zu versuchen, um einen sicheren Hafen für seine Flotte zu gewinnen, in dem er umfangreichere Reparaturen an seiner Flotte vornehmen konnte. Zuvor hatte er bereits Prisen, Transportschiffe sowie Gebäude in Cuddalore ausgeschlachtet, um Reparaturen durchführen zu können. Am 28. Juli traf sich Suffren mit dem mysorischen Machthaber Haidar Ali in der Nähe von Cuddalore, als die Lézard die Nachricht von der Ankunft einer französischen Flotte südlich von Ceylon überbrachte. Zu dieser Flotte gehörten zwei Linienschiffe, eine Fregatte und Transportschiffe mit 800 Soldaten und Nachschub. Suffren segelte sofort nach Batticaloa und am 21. August 1782 stießen die Ilustre und die Saint-Michel dort auf das Geschwader. Sie begleiteten acht Transportschiffe und wurden von der Korvette Fortune unter Lusignan begleitet. Am nächsten Tag, nachdem Munition und Vorräte auf die Schiffe von Suffren verteilt worden waren, segelten sie nach Trincomalee, wo sie am selben Abend vor Anker gingen.

### Eroberung von Trincomalee
Am 25. August landete Suffren, nachdem er die Verteidigungsanlagen untersucht hatte, 2400 Mann östlich der Hauptbefestigung an. Am nächsten Tag wurden Geschützbatterien aufgestellt, die das Fort drei Tage lang beschossen, bis die Mauer durchbrochen war. Captain MacDowall, der britische Kommandant, wurde am 30. August aufgefordert, sich zu ergeben. Nach Verhandlungen kapitulierte die Garnison des Forts unter der Bedingung, dass die Franzosen sie nach Madras transportierten und ihr erlaubten, weiter am Krieg teilzunehmen.
Am 1. September rückten französische Truppen in Trincomalee ein. Am nächsten Tag wurde Hughes’ Flotte bei der Annäherung an den Hafen gesichtet.

## Die Schlacht

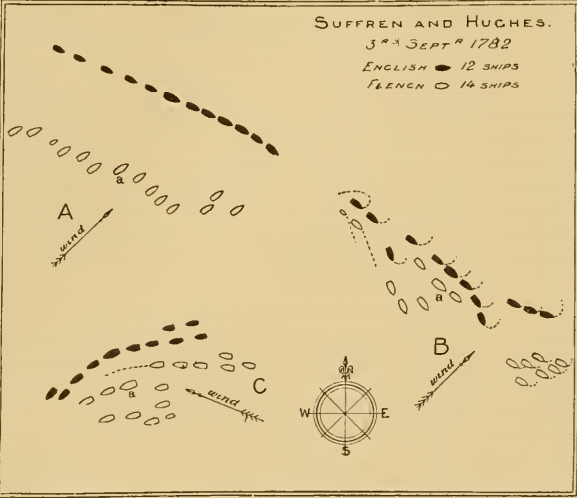
Übersicht der Schlacht (britische Einheiten – schwarz, französische – weiß)

Nach der Schlacht vor Negapatam blieb Hughes zwei Wochen lang auf See, bevor er Madras zu Reparaturen anlief. Dort erhielt er durch die Sceptre und die San Carlos Verstärkung und erfuhr, dass die Franzosen vor Trincomalee vor Anker lagen. Hughes ließ die Anker lichten, um der Garnison zu Hilfe zu eilen, kam aber einen Tag zu spät.
Suffren, der nun sicher im Hafen lag, beriet sich mit seinen Kapitänen. Einige von ihnen, angeführt von seinem Stellvertreter, wandten sich hartnäckig gegen eine Offensive gegen die Briten und bekräftigten energisch ihre Einwände gegen die Notwendigkeit eines Kampfes. Nachdem Suffren bestätigt hatte, dass seine Flotte der von Hughes zahlenmäßig überlegen war, beharrte er auf einem offensiven Vorgehen, da die Vernichtung der britischen Flotte die Landoperationen der Franzosen und ihrer Verbündeten in Mysore erheblich vereinfachen würde. Er gab daher den Befehl, auszulaufen und die britische Flotte zum Kampf zu stellen.
Als diese aus dem Hafen auslief, gab Suffren das Signal, die Dwarslinie zu bilden. Dieser Befehl wurde von seinen Untergebenen auch nach mehrmaliger Wiederholung nur mangelhaft ausgeführt, so dass nur eine unzureichende Kampflinie gebildet werden konnte. Aus Frustration über diesen Ungehorsam gab Suffren dann den Befehl, das Feuer bis zum Nahkampf einzustellen, und versuchte, dies durch einen Schuss von seinem Flaggschiff Héros zu vermitteln. Dieser Schuss wurde von den Kapitänen als Befehl zur Feuereröffnung missverstanden, woraufhin die gesamte Flotte das Feuer auf die britische Flotte eröffnete und die Aktion begann.
Die schwersten Kämpfe fanden in der Mitte der Linien statt, wo Suffren und Hughes erneut gegeneinander antraten. Die Héros kämpfte vereint mit der Illustre und der Ajax unterstützt, während Hughes auf der Superb, von der Burford, der Sultan, der Eagle, der Hero und der Monarca unterstützt wurde. Das Gefecht dauerte etwa eine Stunde, bevor Suffren weitere Unterstützung anfordern musste. Die Saint-Michel und die Annibal, die von Kapitänen befehligt wurden, Die Suffren nicht folgen wollten, hielten sich allerdings fern. Lediglich die Brillant näherte sich schließlich dem Geschehen und leistete Unterstützung. Dreißig Minuten später musste sich die Ajax mit schweren Schäden zurückziehen und wurde durch die Artésien ersetzt. Eine Stunde später wurde die Lage erneut kritisch, als der Großmast der Héros verloren ging. Suffren musste daraufhin einige Vorkehrungen treffen, um nicht den Eindruck zu erwecken, er hätte seine Flagge gestrichen. Außerdem war seinem Schiff die Munition ausgegangen, nachdem es 1.800 Schuss auf die britischen Schiffe abgefeuert hatte, und er ließ nur noch mit Pulver feuern, um den Feind zu täuschen.
Die Schlacht an den Enden der Linie ging eher zu Gunsten der Franzosen aus. Isis, Worcester und Monmouth wurden schwer beschädigt und Exeter, deren Kapitän bei dem Gefecht ums Leben kam, wurde außer Gefecht gesetzt.
Um 17.30 Uhr, nach etwa drei Stunden Kampf, drehten die Winde plötzlich zu Gunsten der französischen Flotte. Die Schiffe an den äußeren Enden der Kampflinie, die zuvor relativ wenig zu tun gehabt hatten, konnten nun in der Mitte der Schlacht angreifen, was der Schlacht eine neue Intensität verlieh. Die Hero verlor ihren Großmast und ihren Besanmast, die Worcester ihren Großmast. Bis zum Einbruch der Nacht wurden somit einige britische Schiffe kampfunfähig gemacht, und die Schlacht endete in der Dunkelheit.

## Nachwirkungen
Obwohl die Berichte voneinander abweichen, scheint es wahrscheinlich, dass Suffren versuchte, die Verfolgung aufzunehmen, als Hughes seine Flotte abzog und nach Madras fuhr. Die französische Flotte lief allerdings in den Hafen von Trincomalee ein und begann mit der Reparatur der umfangreichen Schäden an der Flotte. Die Schäden an der britischen Flotte waren so schwerwiegend, dass die Landkommandeure in Madras ihre Truppen in die Stadt zurückriefen, falls die Franzosen dort einen Angriff versuchten.
Wie schon nach der Schlacht von Negapatam ließ Suffren drei seiner Kapitäne festnehmen und schickte sie zur Bestrafung für ihre Leistung in der Schlacht zurück auf die Île de France. Der Umstand war so bemerkenswert, dass sie sogar von den Briten kommentiert wurde: Die Calcutta Gazette berichtete, dass Suffren von seinen Untergebenen sehr schlecht unterstützt wurde, und ein Kommentator schrieb, sie seien „unwürdig, einem so großen Mann zu dienen“.
Suffren verließ Trincomalee schließlich am 30. September und kam am 4. Oktober in Cuddalore an. Elf Tage später segelte er zum Winterquartier in Aceh, wo er am 7. November eintraf.
Hughes, der während der Monsunzeit nicht an dem ungeschützten Ankerplatz von Madras bleiben wollte, segelte nach Bombay. Seine gesamte Flotte litt unter den ersten Tagen des Monsuns, und einige Schiffe brauchten zwei Monate, um dort anzukommen.

## Schlachtordnung

### Frankreich
| Flotte von Pierre André de Suffren | Flotte von Pierre André de Suffren | Flotte von Pierre André de Suffren             | Flotte von Pierre André de Suffren | Flotte von Pierre André de Suffren | Flotte von Pierre André de Suffren | Flotte von Pierre André de Suffren                                                                                             |
| Schiff                             | Kanonen                            | Kommandant                                     | Verluste                           | Verluste                           | Verluste                           | Anmerkungen |
| Schiff                             | Kanonen                            | Kommandant                                     | getötet                            | verwundet                          | Insgesamt                          | Anmerkungen |
| Vorhut                             | Vorhut                             | Vorhut                                         | Vorhut                             | Vorhut                             | Vorhut                             | Vorhut |
| ---------------------------------- | ---------------------------------- | ---------------------------------------------- | ---------------------------------- | ---------------------------------- | ---------------------------------- | --- |
| Artésien                           | 64                                 | Armand de Saint-Félix                          | 4                                  | 12                                 | 16                                 | |
| Sévère                             | 64                                 | François-Joseph-Hippolyte Bidé de Maurville    |                                    |                                    |                                    | |
| Saint-Michel                       | 64                                 | Louis-Esprit d'Aymar                           | 2                                  |                                    | 2                                  | |
| Orient                             | 74                                 | Jean Baptiste Christy de La Pallière           |                                    |                                    |                                    | |
| Brillant                           | 64                                 | Jean-Marie Kersauson                           | 5                                  | 8                                  | 13                                 | |
| Fortune                            | 10                                 | Bernard-Manuel Lusignan                        |                                    |                                    |                                    | Schaluppe |
| Zentrum                            |                                    |                                                |                                    |                                    |                                    | |
| Petit Annibal                      | 50                                 | Justin Bonaventure Morard de Galles            |                                    |                                    |                                    | |
| Sphinx                             | 64                                 | Charles Louis du Chilleau de La Roche          |                                    |                                    |                                    | |
| Héros                              | 74                                 | Félix d'Hesmivy de Moissac                     | 30                                 | 72                                 | 102                                | Flaggschiff von Pierre André de Suffren                                                                                        |
| Illustre                           | 74                                 | Paul-Jacques de Bruyères-Chalabre              | 24                                 | 82                                 | 106                                | Kapitän Bruyères wurde verwundet                                                                                               |
| Flamand                            | 56                                 | Louis-Hyacinte de Cavelier de Cuverville       | 1                                  | 13                                 | 14                                 | |
| Bellone                            | 32                                 | Jean André de Pas de Beaulieu                  |                                    |                                    |                                    | Fregatte |
| Nachhut                            |                                    |                                                |                                    |                                    |                                    | |
| Ajax                               | 64                                 | Beaumont le Maître                             | 10                                 | 24                                 | 34                                 | |
| Consolante                         | 32                                 | Péan de la Villehunault                        |                                    |                                    |                                    | Fregatte der Kommandant fiel in der Schlacht das Schiff wurde in der Schlachtlinie eingesetzt, obwohl es nur eine Fregatte war |
| Annibal                            | 74                                 | Bernard-Marie Boudin de Tromelin               |                                    |                                    |                                    | |
| Vengeur                            | 64                                 | Louis-Hyacinte de Cavelier de Cuverville       | 1                                  | 20                                 | 21                                 | |
| Bizarre                            | 64                                 | Anne René Augustin de Roscanvec de La Landelle | 2                                  | 16                                 | 18                                 | |

### Großbritannien
| Flotte von Edward Hughes | Flotte von Edward Hughes | Flotte von Edward Hughes | Flotte von Edward Hughes | Flotte von Edward Hughes | Flotte von Edward Hughes | Flotte von Edward Hughes                   |
| Schiff                   | Kanonen                  | Kommandant               | Verluste                 | Verluste                 | Verluste                 | Anmerkungen                                |
| Schiff                   | Kanonen                  | Kommandant               | getötet                  | verwundet                | Insgesamt                | Anmerkungen                                |
| ------------------------ | ------------------------ | ------------------------ | ------------------------ | ------------------------ | ------------------------ | ------------------------------------------ |
| Exeter                   | 64                       | Robert Montagu           |                          |                          |                          |                                            |
| Isis                     | 50                       | Thomas Charles Lumley    |                          |                          |                          | der Kommandant fiel in der Schlacht        |
| Hero                     | 74                       | Hawker                   |                          |                          |                          |                                            |
| Sceptre                  | 64                       | Samuel Graves            |                          |                          |                          |                                            |
| Burford                  | 68                       | Peter Rainier            |                          |                          |                          |                                            |
| Sultan                   | 74                       | James Watt               |                          |                          |                          | der Kommandant fiel in der Schlacht        |
| Superb                   | 74                       | Henry Newcome            | 59                       | 96                       | 155                      | Flaggschiff von Vice-Admiral Edward Hughes |
| Monarca                  | 68                       | John Gell                |                          |                          |                          |                                            |
| Eagle                    | 64                       | Ambrose Reddall          |                          |                          |                          |                                            |
| Magnanime                | 64                       | Charles Wolseley         |                          |                          |                          |                                            |
| Monmouth                 | 64                       | James Alms               | 45                       | 102                      | 147                      |                                            |
| Worcester                | 64                       | Charles Wood             |                          |                          |                          | der Kommandant fiel in der Schlacht        |
| Leichte Einheiten        |                          |                          |                          |                          |                          |                                            |
| San Carlos               | 22                       | John Samuel Smith        | 0                        | 0                        | 0                        | Lagerschiff                                |
| Active                   | 28                       | Thomas Mackenzie         | 0                        | 0                        | 0                        | Fregatte                                   |
| Medea                    | 28                       | Erasmus Gower            | 0                        | 0                        | 0                        | Fregatte                                   |
| Coventry                 | 28                       | Andrew Mitchell          | 0                        | 0                        | 0                        | Fregatte                                   |
| Seahorse                 | 24                       |                          | 0                        | 0                        | 0                        | Fregatte                                   |
| Combustion               | 10 oder 8                | Theophilius Jones        | 0                        | 0                        | 0                        | Brander                                    |